# Saint-Julien-lès-Russey
Saint-Julien-lès-Russey ist eine französische Gemeinde mit 182 Einwohnern (Stand: 1. Januar 2022) im Département Doubs in der Region Bourgogne-Franche-Comté.

## Geographie
Saint-Julien-lès-Russey liegt auf 823 m, sieben Kilometer südwestlich von Maîche und etwa 15 Kilometer nordnordwestlich der schweizerischen Stadt La Chaux-de-Fonds (Luftlinie). Das Dorf erstreckt sich im Jura, in einer Mulde am nordwestlichen Rand des Hochplateaus von Maîche hoch über dem Tal des Dessoubre. Das Gemeindegebiet gehört zum Regionalen Naturpark Doubs-Horloger.
Die Fläche des 10,01 km² großen Gemeindegebiets umfasst einen Abschnitt des französischen Juras. Der Hauptteil des Gebietes wird vom relativ schwach reliefierten Hochplateau von Maîche eingenommen, das durchschnittlich auf 860 m liegt. Es ist vorwiegend von Wies- und Weideland bestanden, zeigt aber auch einige größere Waldflächen. Das Plateau besitzt keine oberirdischen Fließgewässer, weil das Niederschlagswasser im verkarsteten Untergrund versickert. Die Hochfläche wird durch mehrere, teils felsige Geländerippen in Längsmulden untergliedert, darunter diejenigen von Saint-Julien und von La Seigne. Letztere wird im Süden von der Erhebung des Vieux Ban (962 m) überragt, welche gleichzeitig die südliche Begrenzung bildet. Gegen das Dessoubre-Tal hin wird das Hochplateau durch die Höhen von Le Piot (mit 973 m die höchste Erhebung von Saint-Julien-lès-Russey) und Mont Olivot (886 m) abgegrenzt. Das Gemeindegebiet reicht bis an den rechten Talhang des Dessoubre hinunter und umfasst auch zwei kurze Seitentäler des Flusses.
Saint-Julien-lès-Russey besteht aus einem unteren Dorfteil (823 m) und einem oberen Dorfteil (867 m) sowie mehreren Einzelhöfen. Nachbargemeinden von Saint-Julien-lès-Russey sind Battenans-Varin und Mont-de-Vougney im Norden, Maîche und Frambouhans im Osten, Les Fontenelles und Bonnétage im Süden sowie Rosureux im Westen.

## Geschichte
Im Mittelalter bildete Saint-Julien eine eigene Herrschaft, die von der Baronie von Belvoir abhängig war. Die Burg wurde während der Burgunderkriege im Jahr 1474 von den Eidgenossen zerstört. Zusammen mit der Franche-Comté gelangte das Dorf mit dem Frieden von Nimwegen 1678 an Frankreich.
Mit 1. Januar 2009 erfolgte eine Änderung der Arrondissementszugehörigkeit der Gemeinde. Bislang zum Arrondissement Montbéliard gehörend, kamen alle Gemeinden des Kantons zum Arrondissement Pontarlier.

## Sehenswürdigkeiten

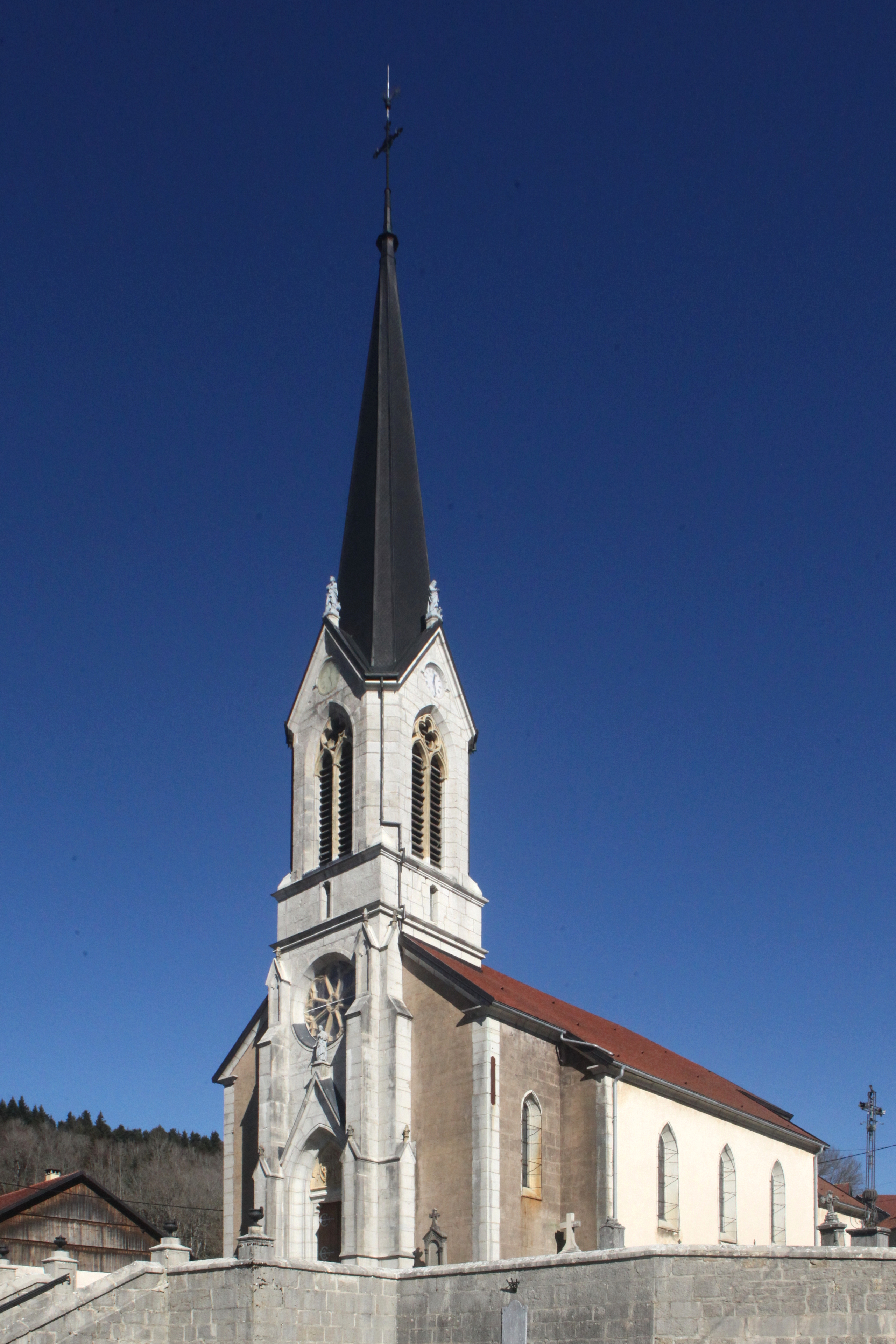
Kirche Saint-Julien

Die Dorfkirche Saint-Julien stammt ursprünglich aus dem 16. Jahrhundert. Das Schiff wurde im 19. Jahrhundert jedoch weitgehend neu erbaut. Eine Kapelle befindet sich im oberen Dorfteil. Von der ehemaligen mittelalterlichen Burg sind nur noch wenige Ruinen sichtbar. Im Ortskern sind verschiedene Bauernhäuser aus dem 17. bis 19. Jahrhundert im traditionellen Stil der Franche-Comté erhalten.

## Bevölkerung
| Jahr                       | 1962 | 1968 | 1975 | 1982 | 1990 | 1999 | 2016 |
| Einwohner                  | 145  | 142  | 151  | 143  | 114  | 112  | 171  |
| Quellen: Cassini und INSEE |      |      |      |      |      |      |      |

Mit 182 Einwohnern (Stand 1. Januar 2022) gehört Saint-Julien-lès-Russey zu den kleinen Gemeinden des Départements Doubs. Nachdem die Einwohnerzahl in der ersten Hälfte des 20. Jahrhunderts deutlich abgenommen hatte (1901 wurden noch 256 Personen gezählt), wurden seit Beginn der 1990er Jahre nur noch geringe Schwankungen verzeichnet.

## Wirtschaft und Infrastruktur
Saint-Julien-lès-Russey war bis weit ins 20. Jahrhundert hinein ein vorwiegend durch die Landwirtschaft (Viehzucht und Milchwirtschaft) und die Forstwirtschaft geprägtes Dorf. Daneben gibt es heute einige Betriebe des lokalen Kleingewerbes, darunter eine Sägerei. Viele Erwerbstätige sind auch Wegpendler, die in den umliegenden größeren Ortschaften ihrer Arbeit nachgehen.
Die Ortschaft liegt abseits der größeren Durchgangsstraßen an einer Departementsstraße, die von Frambouhans nach Bonnétage führt. Weitere Straßenverbindungen bestehen mit Les Fontenelles und Mont-de-Vougney.